# Johnny háborúba megy
A Johnny háborúba megy (eredeti cím: Johnny Got His Gun) 1971-ben bemutatott amerikai független háborús filmdráma, Dalton Trumbo első és egyetlen filmrendezése. A forgatókönyvet szintén Trumbo írta, 1938-as Johnny háborúja című regénye alapján. A főbb szerepekben Timothy Bottoms, Kathy Fields, Marsha Hunt, Jason Robards, Donald Sutherland és Diane Varsi látható.
Bár első megjelenésekor kisebb sikert aratott, később feledésbe merült. A Metallica 1988-as One című dalának videóklipje tette szélesebb körben ismertté, mely számos jelenetet tartalmaz a műből. Az együttes később megvásárolta a film jogait, hogy a klip bemutatásakor ne kelljen jogdíjat fizetniük.

## Cselekmény
Joe Bonham fiatal amerikai katona az első világháborúban. Kórházi ágyban ébred, miután tüzérségi lövedék találta el. Ennek következményeként elvesztette látását, hallását, beszédkészségét és végtagjait. Mindezek ellenére öntudatánál maradt és képes a logikus gondolkodásra, így a saját testének rabjává vált. A valóság és a fantázia világa között hánykolódva felidézi magában emlékeit vallásos családjáról és barátnőjéről, Kareenről. Egy fiatal ápolónővel is sikerül valamiféle kapcsolatot kialakítania.
Joe megpróbál kommunikálni orvosaival, ennek érdekében a párnához veri a fejét, morzekóddal kérve segítséget. Azonban rá kell döbbennie, hogy a hadsereg nem törődik vele és élőhalott állapotban akarják tartani. Nővére megpróbál véget vetni szenvedéseinek, de nem jár sikerrel. Joe felismeri: élete hátralévő részét ebbe a csapdába esve kell leélnie és egyedül maradt, miközben halkan a „segítség, SOS” szavakat kántálja.

## Szereplők
| Szerep            | Színész                              | Magyar hang    |
| ----------------- | ------------------------------------ | -------------- |
| Joe Bonham        | Timothy Bottoms                      | Stohl András   |
| Kareen            | Kathy Fields                         | Urbán Andrea   |
| Marcia Bonham     | Marsha Hunt                          | Németh Kriszta |
| Bill Bonham       | Jason Robards                        | Jakab Csaba    |
| Krisztus          | Donald Sutherland                    | Csankó Zoltán  |
| svéd katona       | David Soul                           |                |
| vörös hajú katona | Anthony Geary                        |                |
| Mike Burkeman     | Charles McGraw                       |                |
| Lucky             | Sandy Brown Wyeth                    |                |
| Jody Simmons      | Don "Red" Barry (Donald Barry néven) |                |
| kórházi nővér     | Diane Varsi                          |                |

## Fordítás
- Ez a szócikk részben vagy egészben  a   Johnny Got His Gun (film) című angol Wikipédia-szócikk ezen változatának fordításán alapul.  Az eredeti cikk szerkesztőit annak laptörténete sorolja fel. Ez a jelzés csupán a megfogalmazás eredetét és a szerzői jogokat jelzi, nem szolgál a cikkben szereplő információk forrásmegjelöléseként.